# Route nationale 142
Pour les articles homonymes, voir N142 et Route 142.
La route nationale 142, ou RN 142, est une route nationale française contournant Bourges entre les deux sorties de la RN 151. Le décret du 5 décembre 2005 prévoit son maintien dans le réseau national, au titre de la liaison de Châteauroux à Auxerre et Troyes, mais plus probablement sous le nom de RN 151.
Jusqu'en 2006, une autre route portant le numéro de RN 142 reliait Boulogne-sur-Mer à Outreau, elle a été déclassée en 2006 sous le numéro de RD 901E3.
Avant les déclassements de 1972, la RN 142 reliait Aubusson à Bel-Air (hameau de Bussière-Poitevine) au niveau de la RN 147. Elle a été déclassée en RD 942 sauf le tronçon entre Guéret et Le Maubert qui fait partie de la RCEA et a été renuméroté RN 145.

## Description
Entre Guéret et La Croisière, la RCEA est une voie rapide et ne traverse plus aucune agglomération. Du fait de la réalisation de la déviation d'Aubusson, l'ancien tracé se dirigeant vers le centre-ville d'Aubusson a été renuméroté RD 942A alors que la RD 942 se dirige maintenant vers Saint-Maixant pour y retrouver l'ex-RN 690.

## Ancien tracé d'Aubusson à Bel Air

### D'Aubusson à Guéret
Repris par les RD 942A et RD 942.
- Aubusson RD 942A(km 0)
- Ourdeaux, commune d'Alleyrat RD 942A (km 3)
- Fourneaux, commune de Saint-Médard-la-Rochette D 942 (km 5)
- Curbarioux, commune de Saint-Médard-la-Rochette (km 6)
- Lavaveix-les-Mines (km 13)
- Ahun (km 17)
- La Saunière (km 28)
- Sainte-Feyre (km 30)
- Guéret D 942 (km 36)

### De Guéret au Maubert
Entre Guéret et Le Maubert, la RN 145 fait partie de la RCEA, elle est aussi E 62.
- Guéret N 145 (km 36)
- Saint-Vaury (km 47)
- Le Trois et Demi, commune de Fleurat (km 53)
- Le Quaire, commune de Saint-Priest-la-Plaine (km 58)
- Puy de Lantais, commune de Lizières (km 61)
- Leyport, commune de Lizières (km 62)
- La Souterraine (km 69)
- Saint-Maurice-la-Souterraine (km 75)
- La Croisière, commune de Saint-Maurice-la-Souterraine (km 76)
- Saint-Sornin-Leulac (km 85)
- La Croix Blanche, commune de Saint-Sornin-Leulac (km 86)
- Le Maubert, commune de Dompierre-les-Églises N 145 (km 88)

### Du Maubert à Bel Air

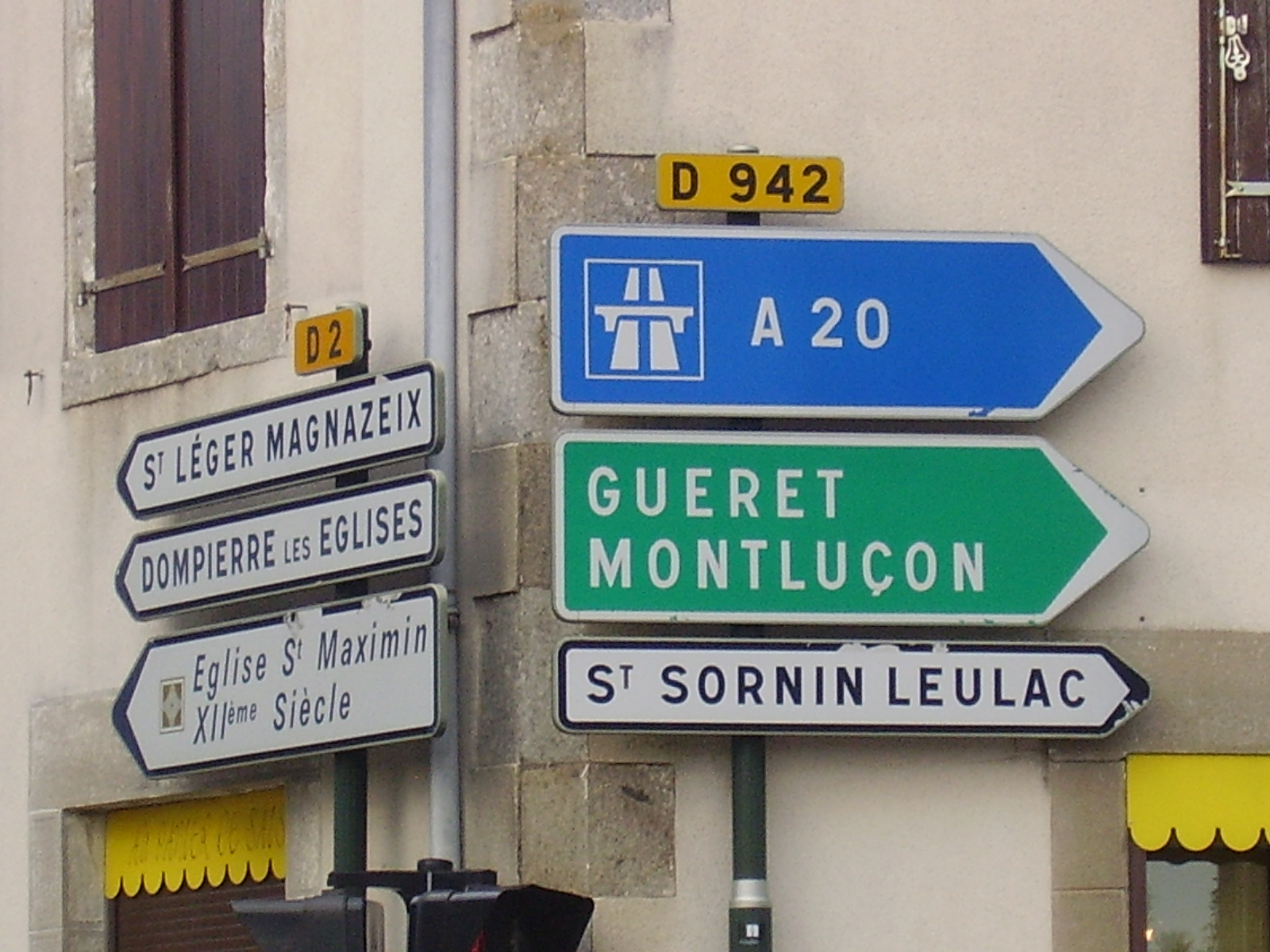
Panneau de la RD 942 à Magnac-Laval

- Le Maubert, commune de Dompierre-les-Églises D 942 (km 88)
- Cressac, commune de Magnac-Laval (km 96)
- Magnac-Laval (km 97)
- Le Dorat (km 103)
- Miaumande, commune d'Oradour-Saint-Genest (km 110)
- Bussière-Poitevine (km 118)
- Bel Air, commune de Bussière-Poitevine D 942 (km 119) où elle se déverse dans la RN 147.